# Xã Vernon, Quận Trumbull, Ohio
Xã Vernon (tiếng Anh: Vernon Township) là một xã thuộc quận Trumbull, tiểu bang Ohio, Hoa Kỳ. Năm 2010, dân số của xã này là 1.536 người.